# Bryngelstorp
Bryngelstorp är en stadsdel i Nyköping. Bryngelstorp är ett villa- och radhusområde som byggdes upp på 1960-talet. Namnet kommer från en gård som tillhörde sadelmakaren mäster Bryngel Sundbeck som levde på 1700-talet. I Bryngelstorp finns en låg- och mellanstadieskola, Bryngelstorpskolan och en livsmedelsbutik. Bryngelstorp kallas i folkmun även för "Bryngan".